# Exoprosopa argentifasciata
Exoprosopa argentifasciata är en tvåvingeart som beskrevs av Macquart 1846. Exoprosopa argentifasciata ingår i släktet Exoprosopa och familjen svävflugor. Inga underarter finns listade i Catalogue of Life.